# Тоноян, Ивета Сасуновна
Ивета Сасуновна Тоноян (арм. Իվետա Սասունի Տոնոյան; род. 22 ноября 1981, Ереван) — армянский политический деятель, журналист. Депутат Национального собрания Армении VI и VII созывов (с 2017 года). Член партии «Процветающая Армения».

## Биография
Родилась 22 ноября 1981 года в Ереване.
В 2002 году окончила Ереванский государственный университет по специальности журналист.
С 2003 по 2010 год работала корреспондентом информационной службы «Эпикентрон» на телеканале «Кентрон». В 2010 году возглавила отдел по связям с общественностью Министерства спорта и по делам молодёжи Армении. Спустя два года она вернулась в журналистику, став директором информационной службы «Эпикентрон», находясь на этой должности до 2017 года. Являлась членом Совета директоров телекомпании «Кентрон».
В 2012 году стала пресс-секретарём бизнесмена и политика Гагика Царукяна. С 2015 по 2017 год являлась директором благотворительного фонда «Гагик Царукян».
На парламентских выборах 2017 года была избрана по списку «Блока Царукян». Является членом партии «Процветающая Армения». Спустя год на досрочных выборах в парламент Тоноян вновь была избрана депутатом. Входит в постоянную комиссию по вопросам науки, образования, культуры, молодёжи и спорта.
В июне 2020 года стало известно, что Ивета Тоноян заболела COVID-19.
В ходе беспорядков в Ереване, после подписания заявления о прекращении огня в Нагорном Карабахе с 10 ноября 2020 года, Тоноян призвала премьер-министра Никола Пашиняна уйти в отставку.

## Личная жизнь
В марте 2020 года вышла замуж.